# Maxmilián Duchek
Maxmilián Duchek, křtěný Maxmilián Otokar (5. června 1881 Smíchov – 1953 ?), byl český malíř a restaurátor.

## Život
Narodil se na Smíchově v rodině drážního kontrolora Františka Duchka a jeho ženy Marie roz. Jarschové. Od mládí se zajímal o umění a svůj zájem posléze v plné míře zužitkoval. Rodina se častěji stěhovala z důvodů otcovi práce, pracoval pro C.k. státní dráhy. Absolvoval obecnou školu a následně měšťanskou školu v Přešticích, kde se rodina zrovna nacházela. Poté nastoupil v roce 1895 ke studiu na pražské malířské akademii, kde absolvoval výuku v semestrech (1895/1896) a (1896/1897) v tzv. přípravce u prof. Maxmiliána Pirnera. Následně pokračoval na akademii ve Vídni u prof. Aloise Deluga a Kazimierza Pochwalského.
Po absolvování akademického vzdělání zasvětil svůj život restaurování starých děl, restauroval převážně nástěnné malby. V dubnu roku 1912 se oženil s Aloisií Steinerovou. Svůj ateliér měl na Vinohradech v Šumavské ulici 14.
Krom jiných provedl závěrečné opravy fresek v pražském Ungeltě, konzervoval odkryté figurální malby v kostele sv. Vojtěcha na Novém Městě v Praze a restauroval fresky V. V. Reinera v kostele sv. Jana Nepomuckého na pražských Hradčanech. V neposlední řadě zrestauroval roku 1920 fresky v kostele sv. Ambrože ve Vícově a roku 1931 opravil objevené nástěnné malby v kostele sv. Mikuláše ve Starém Svojanově u Poličky. V roce 1939 nevhodně restauroval nástěnné malby v Kostele svatého Klimenta na Levém Hradci, čímž se u některých z nich nenávratně změnil jejich kolorit.
Maxmilián Duchek vynikal zejména v oboru freskové malby a v malířské tvorbě se věnoval většinou sakrálním námětům. Byl rovněž dlouholetým členem Jednoty umělců výtvarných.

## Galerie

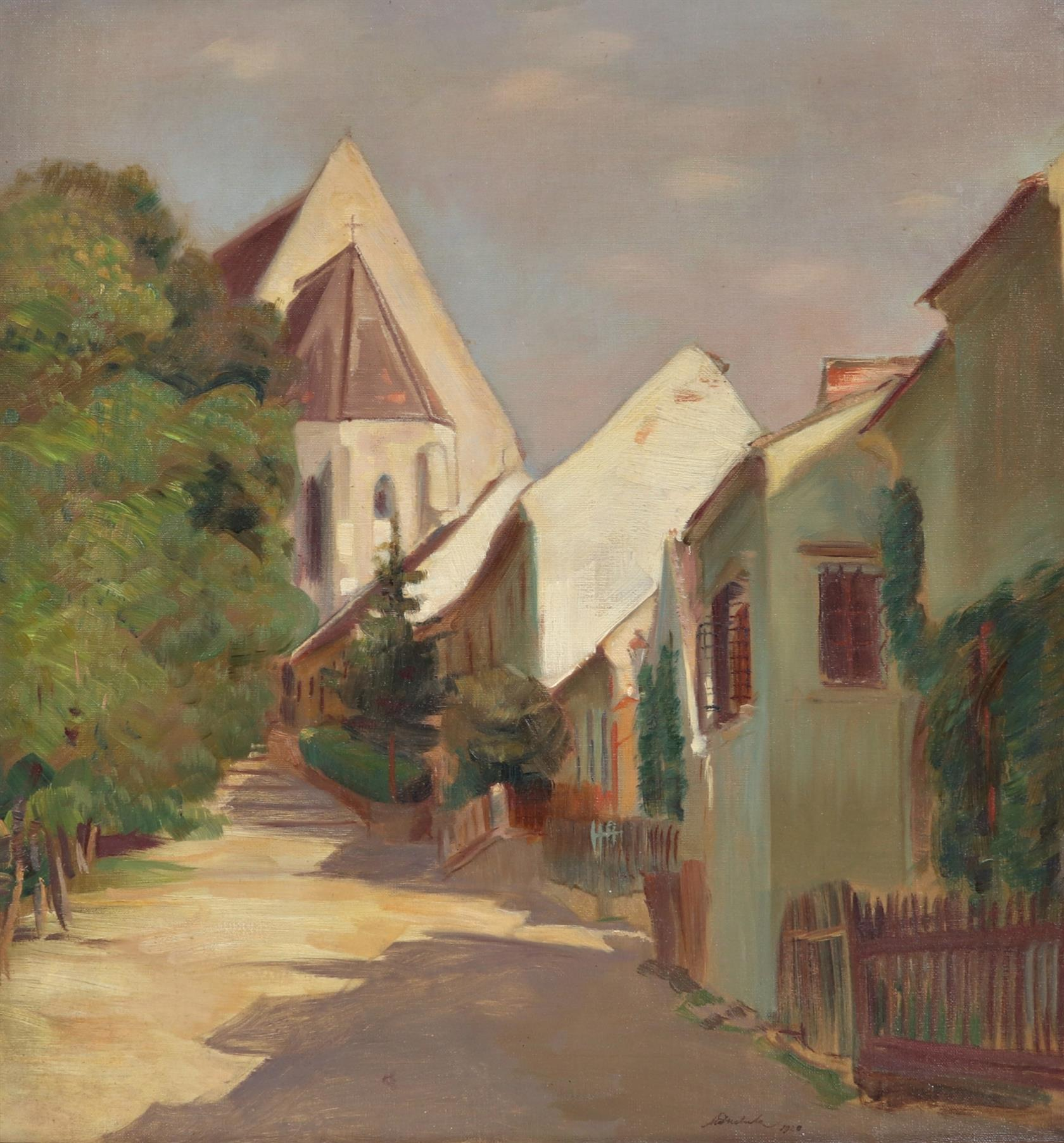
Cesta ve vsi (olej na plátně)
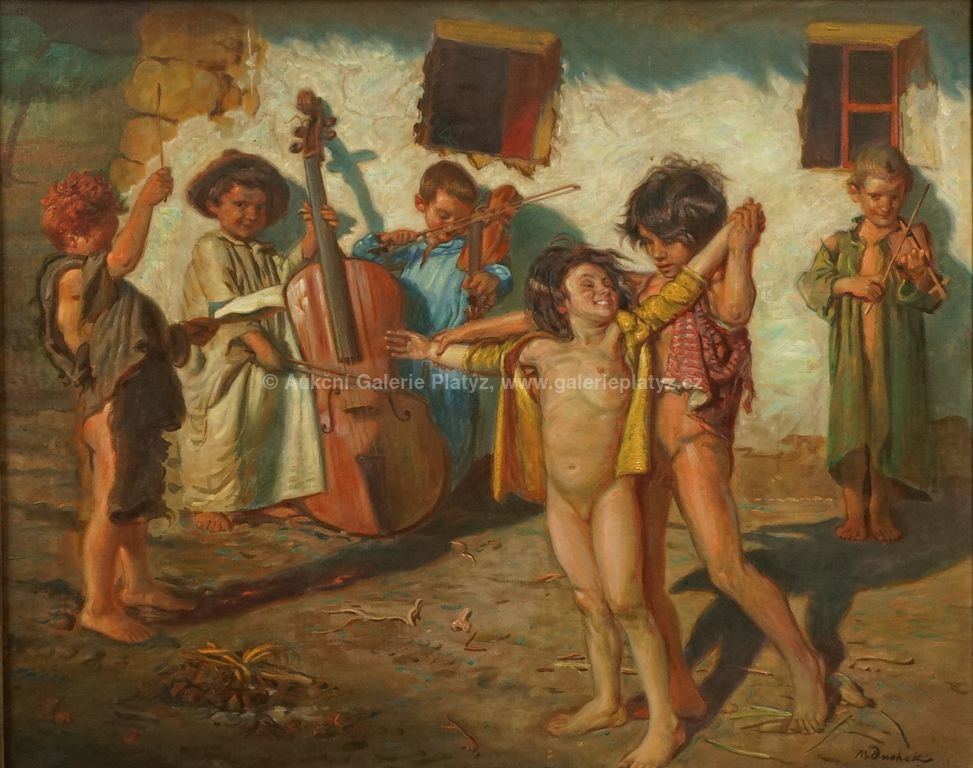
Muzikanti (olej na plátně)
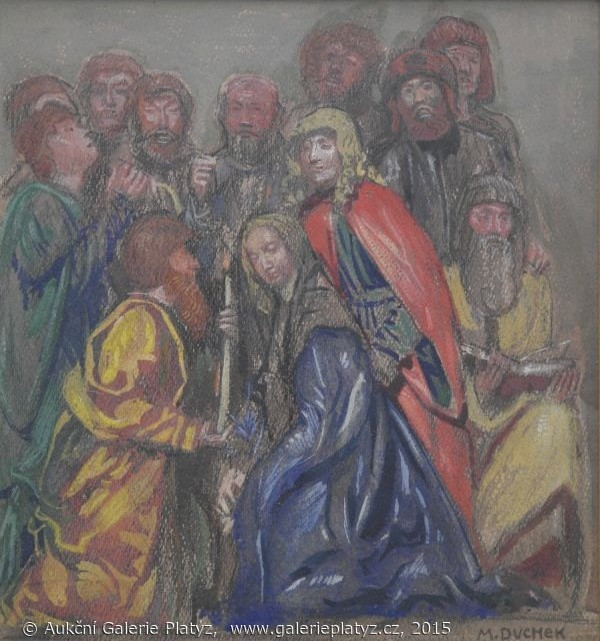
Slib (kombinovaná technika akvarel na kartonu)
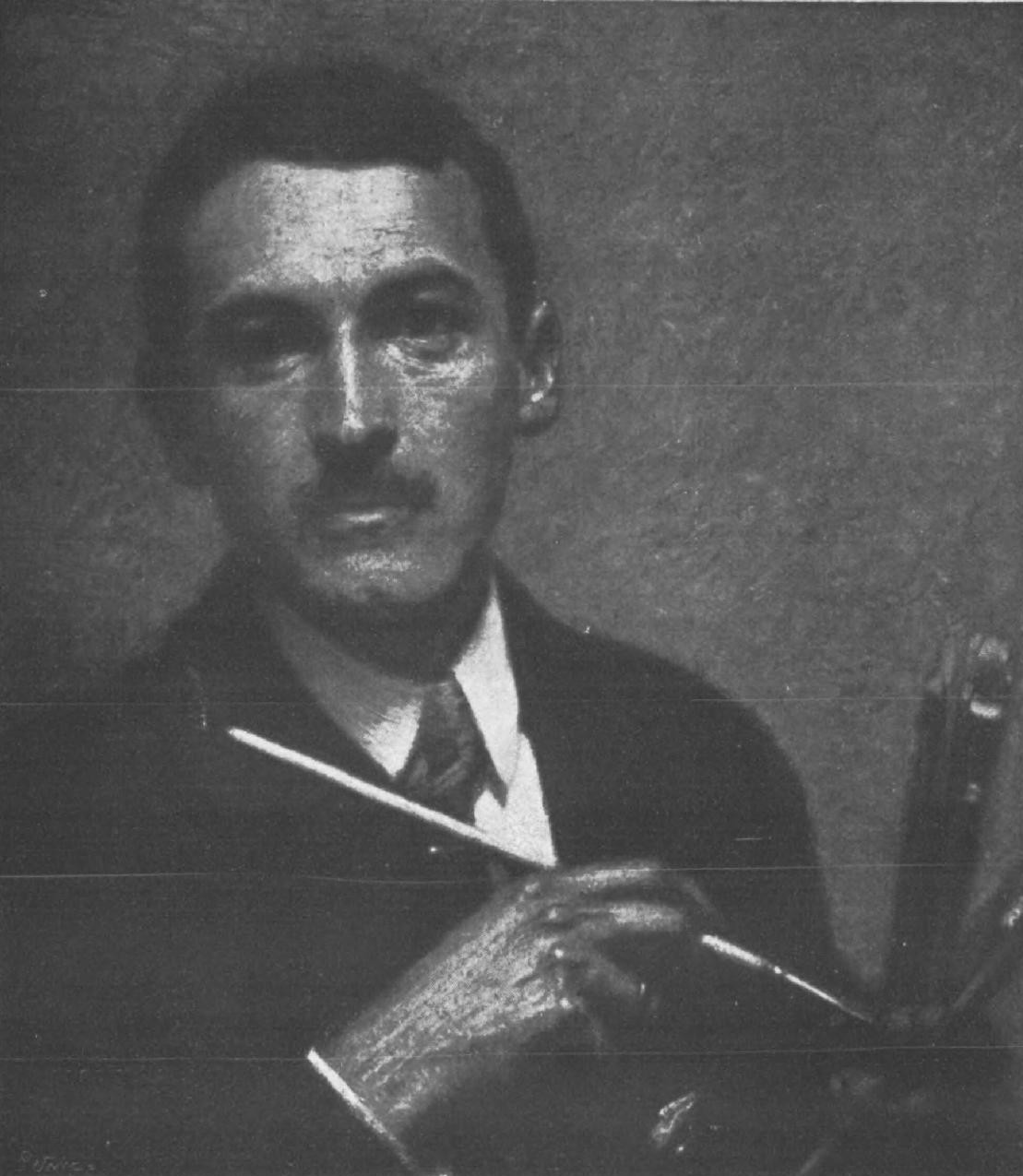
Vlastní podobizna
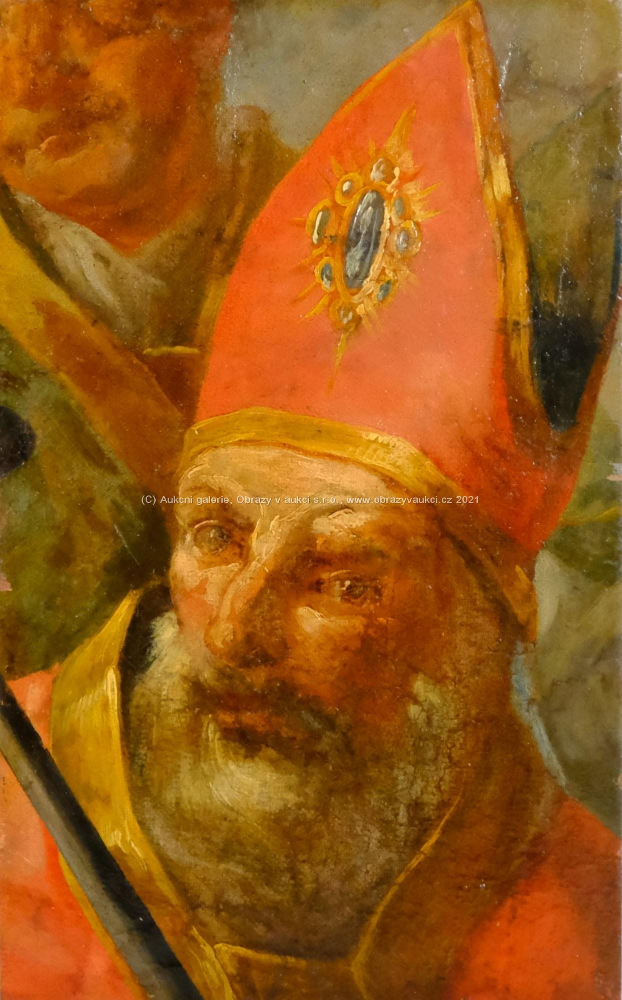
Sv. Biskup či  Opat (Olej na plátně fixovaném na dřevě)